# 262-й корпусной артиллерийский полк
262-й корпусной артиллерийский полк — воинская часть Вооружённых Сил СССР в Великой Отечественной войне.

## История
Формировался близ Бельска с начала 1941 года в трёхдивизионном составе, в каждом дивизионе по 8 орудий, калибром 152 и 122 миллиметра.
Перед войной полк дислоцировался в Тыкоцине, входя в состав 1-го стрелкового корпуса. К 22 июня 1941 года находился на сборах в Червоном Бору (артиллерийский полигон юго-восточнее Ломжи)
В составе действующей армии с 22 июня 1941 по 6 июля 1941 года.
22 июня 1941 года полк был поднят по тревоге и выступил к границе. Ввиду отсутствия средств тяги был вынужден оставить в лагере 12 орудий.. Прибыл на окраины Ломжи, занял позиции. В бой вступил ранним утром следующего дня, поддерживая 331-й стрелковый полк в его бое за Кольно. Ведёт огонь прямой наводкой по колоннам противника, двигающимся от границы к Ломже. Во второй половине дня 23 июня 1941 года снялся с позиций, и минуя стороной Ломжу, проследовал на восток, попадая под авианалёты.
В ходе отступления утратил материальную часть. Личный состав полка частью погиб или попал в плен в окружении, частью пополнил партизанские отряды.
6 июля 1941 года полк был расформирован.

## Подчинение
| Дата            | Фронт (округ)  | Армия      | Корпус                | Дивизия | Бригада |
| --------------- | -------------- | ---------- | --------------------- | ------- | ------- |
| 22.06.1941 года | Западный фронт | 10-я армия | 1-й стрелковый корпус | -       | -       |
| 01.07.1941 года | Западный фронт | -          | 1-й стрелковый корпус | -       | -       |

## Командиры
- майор И. К. Грозников (пропал без вести в июне 1941 года)